# Фридрих V (курфюрст Пфальца)
Фридрих V (нем. Friedrich V, 26 августа 1596, Дайншванг, Курпфальц — 29 ноября 1632[…], Майнц, Майнцское курфюршество) — курфюрст Пфальцский 1610—1623, король Чехии (Фридрих I) 1619—1620, сын и наследник Фридриха IV, курфюрста Пфальцского, и Луизы Юлианы Оранской-Нассау, дочери Вильгельма Оранского и Шарлотты де Бурбон-Монпансье.

## Биография
Фридрих V унаследовал курфюршество Пфальц после смерти отца 19 сентября 1610 года. В 1618 году началось чешское восстание против императора Фердинанда II, которое переросло в Тридцатилетнюю войну. Повстанцы предложили 28 сентября 1618 года Фридриху корону Чехии, как лидеру Евангелической унии, основанной его отцом для защиты протестантизма в Священной Римской империи.
Фридрих принял предложение и был коронован 4 ноября 1619 года, однако Евангелическая уния отказала ему в поддержке, подписав Ульмский договор (1620), его тесть, король Англии и Шотландии Яков I, не поддержал Фридриха в захвате короны Богемии (он выслал только небольшую помощь для защиты территории Курпфальца). Небольшую помощь оказала только Республика Соединённых провинций. Вскоре чешская армия Фридриха потерпела поражение в сражении на Белой Горе (8 ноября 1620 года), а сам он вынужден был бежать, получив прозвище Зимний король. Он оставался номинально королём Богемии до 13 ноября 1620 года. После этого имперские войска вторглись в его основные владения — Пфальц. Имперским эдиктом в 1623 году он был лишён владений и титула. До конца жизни он с семьёй находился в изгнании.
В 1632 году заболел чумой и умер. Внутренние органы Фридриха были похоронены в церкви Святой Екатерины в Оппенгейме, а его забальзамированное тело было доставлено во Франкенталь. 9 июня 1635 года, когда приближались испанские войска, Людвиг Филипп Пфальц-Зиммернский бежал в Кайзерслаутерн с телом Фридриха. Место последнего упокоения Фридриха неизвестно.

## Семья
Жена: с 1613 Елизавета Стюарт, дочь Якова I, короля Англии, и Анны Датской. Дети:
- Генрих Фридрих[англ.] (1614—1629), утонул.
- Карл I Людвиг (1617—1680), по условиям Вестфальского мира в 1648 году восстановил титул курфюрста.
- Елизавета (1618—1680)
- Рупрехт (1619—1682), герцог Камберленд
- Мориц (1620—1654)
- Луиза Голландина (1622—1709)
- Людвиг (1624—1625), умер в младенчестве.
- Эдуард (1625—1663)
- Генриетта Мария[англ.] (1626—1651)
- Филипп Фридрих (1627—1650)
- Шарлотта[англ.] (1628—1631)
- София (1630—1714); муж с 1658 Эрнст Август, курфюрст Ганновера, мать Георга I, короля Великобритании
- Густав Адольф[англ.] (1632—1641)